# Лёвенбург (замок, Гессен)
Лёвенбург (нем. Löwenburg) — неоготический замок, заложенный в 1793 году в Кассель в горном парке Вильгельмсхёэ в земле Гессен, Германия. Комплекс построен по прихоти местного курфюрста Вильгельма I Гессен-Кассельского.
Замок изначально строился как искусственные живописные руины, напоминающие классический немецкий средневековый замок. Сооружение возвышается на холме над дворцом Вильгельмсхёэ в южной части просторного парка. На знаменитой оси, которая ведёт из центра Касселя к статуе Геркулеса Лёвенбург расположен южнее и левее огромного монумента. Замок находится на высоте около 350 метров над уровнем моря в восточной части гор Верхний Хабихтсвальд. Лёвенбург сначала служил своему владельцу ландграфу (а с 1803 года курфюрсту) Вильгельму I Гессен-Кассельскому как частное убежище, где можно было уединиться и найти покой. А в 1821 году замок стал и местом упокоения умершего курфюрста. Для архитектуры и истории искусства комплекс играет знаковую роль. Для своего времени это было новаторское сооружение, ставшее одним из самых первых неоготических зданий в Германии.

## История

### Ранний период

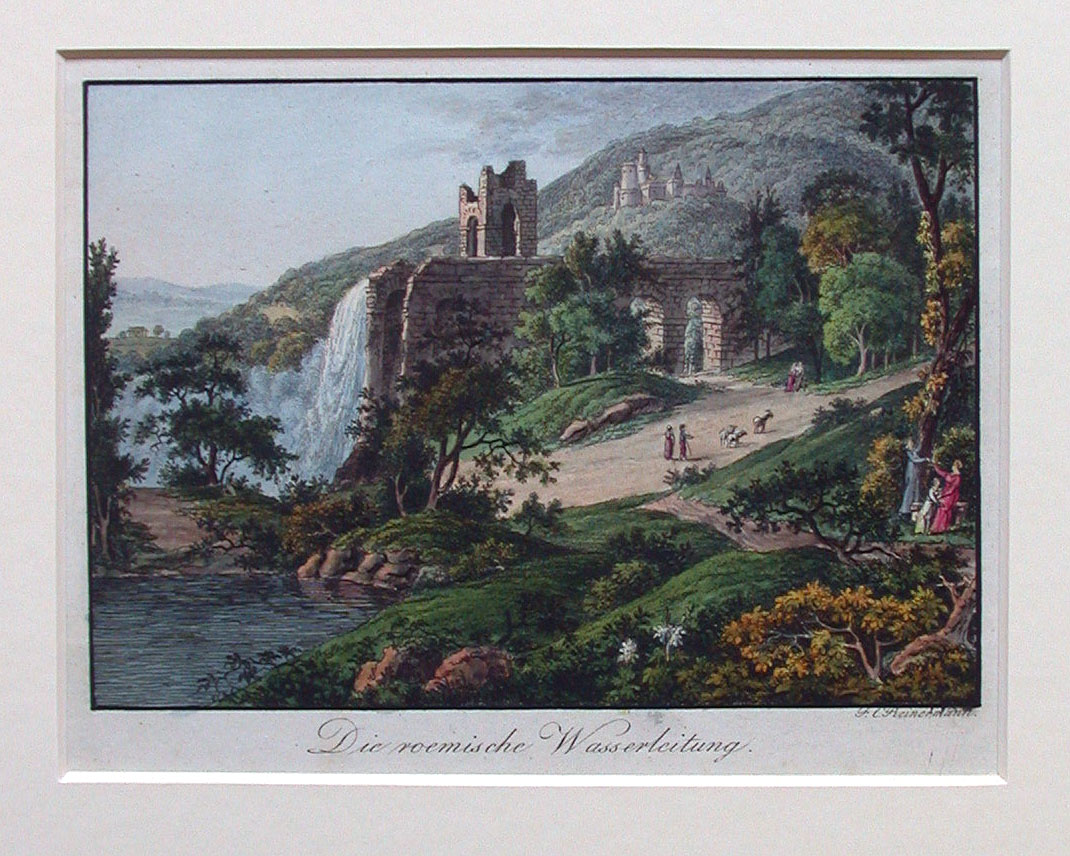
Замок Лёвенбург и водопад парка Вильгельмсхёэ на акварели 1800 года

Проект замка, который должен был разместиться на вершине холма, разработал кассельский архитектор Хайнрих Кристоф Юссов. Работы над сооружением продолжались в период между 1793 и 1801 годами. Причём Лёвенбург строился уже через несколько столетий после того, как классические рыцарские замки перестали возводить на немецкой земле. Это имитация настоящей крепости с высокими башнями и зубчатыми стенами с сохранением основных правил при возведении подобных комплексов стала ответом на входивший в моду романтизм. Причём изначально сооружение сознательно возводилось как руины.
В самом первом проекте планировалось построить только полуразрушенную башню с небольшим флигелем. Однако курфюрст так увлёкся проектом, что первоначальный план был радикально переработан. В итоге Лёвенбург стал полноценным замком, который включал внешние стены с башнями, внутренний двор, часовню и несколько жилых зданий. Курфюрст Вильгельм I превратил замок в свою резиденцию. Он полюбил проводить здесь время в компании со своей любовницей Каролиной фон Шлотхайм. Согласно завещанию Вильгельма I после его смерти в 1821 году его похоронили в крипте под замковой часовней.
Основным материалом при строительстве замка стал местный хабиствальдский базальтовый туф. Эта пористая горная порода была удобной для обработки каменотёсами, но оказалась не очень прочной. Из-за дождей и ветров стены стали постепенно ветшать уже в первые десятилетия после строительства.

### XX и XXI века
С начала XX века замок служил одной из популярных достопримечательностей Касселя. В хорошую погоду полюбоваться Лёвенбургом приходили сотни горожан.
В ходе Второй мировой войны Королевские военно-воздушные силы Великобритании и ВВС США осуществили несколько воздушных атак на Кассель. Самый мощный авианалёт произошёл 22 октября 1943 года. Главной целью были важные объекты военной промышленности расположенные в городе. Но начавшийся сильный пожар в районах плотной застройки в старой части города привёл к тому, что в пламени превратились в груду развалин целые кварталы фахверковых домов. Кассель стал одним из первых городов Германии, который был почти полностью разрушен в ходе бомбардировок.
Авианалёты стали причиной значительных разрушений и крепости Лёвенбург. Рухнул высокий бергфрид. От прежнего великолепия осталась только лестничная башня и несколько фрагментов внешней стены. Почти все остальные здания были превратились в руины. Парадоксальным образом замок оказался в том состоянии, в каком его изначально и задумывали.
Реконструкция и реставрация начались вскоре после завершения войны. К сожалению, недостаток средств привёл к тому, что строители не придавали большого значения тщательному восстановлению многих фрагментов прежней отделки комплекса. Сами работы затянулись на долгие десятилетия. В 1957 году было восстановлен первое здание − дамский корпус. С тех пор постепенно открывали для посетителей и другие сооружения. Согласно планам полностью работы в замке должны завершиться в 2022 году. В числе прочего будет открыта 25-метровая башня со смотровой площадкой.
В 2016 году изображение замка украсило почтовую марку ФРГ номиналом 90 евроцентов.

## Описание
Замок Лёвенбург состоит из четырёх главных жилых зданий. Интерьеры княжеских апартаментов созданы в стиле барокко. В настоящее время здесь расположена экспозиция старинного оружия. В коллекции арсенала хранится большое количество рыцарского оружия и латных доспехов XVI и XVII веков. В замковой часовне собрано много предметов из средневековых церквей Северного Гессена. Кроме того здесь можно осмотреть склеп с саркофагом курфюрста.
Для туристов в замке проводятся экскурсии.

## Замок в кино
Лёвенбург неоднократно становился фоном для кинолент и сериалов.
- В 1922 году режиссёр Георг Якоби[нем.] снял в замке несколько эпизодов для своего фильма «Таковы мужчины». Эта картина известная тем, что в ней впервые на экране в небольшой роли появилась Марлен Дитрих.
- В 2010 году в Лёвенбурге были сняты 19-й из 22-й эпизоды телесериала «Пфаррер Браун»[нем.]. Этот сериал пользовался популярностью у зрителей и не раз транслировался по немецкоязычному телевидению. По сюжету священник, которого играет актёр Отфрид Фишер[нем.] расследует загадочные убийства. Замок Лёвенбург становится местом, где совершено преступление.
- Фильм «Отель „Гранд Будапешт“» (2014 год) начинается с того, что главный герой ненадолго исчезает в замке Лёвенбург. Сам замок показан с южной стороны.

## Галерея

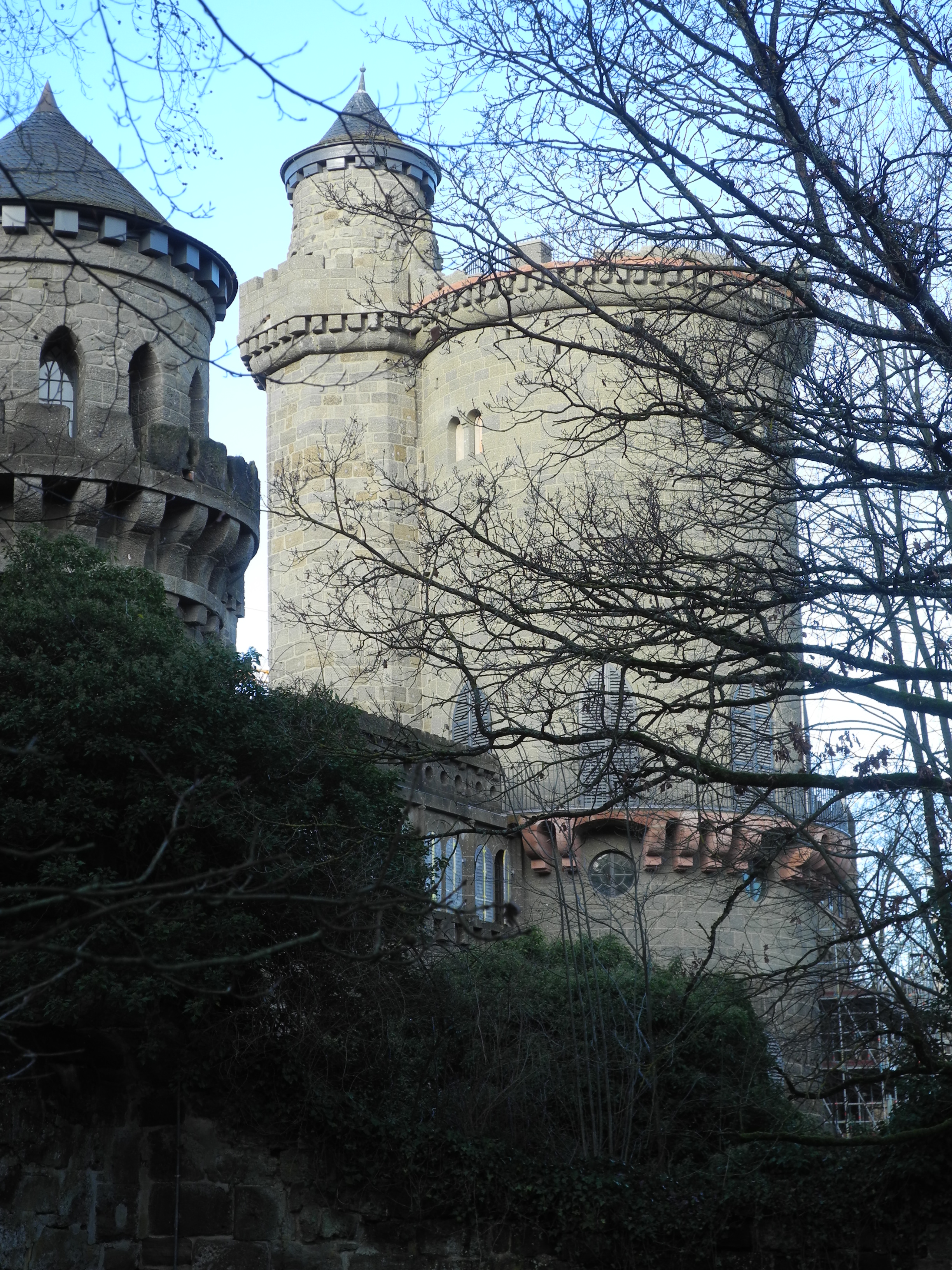
Восстановленный бергфрид замка
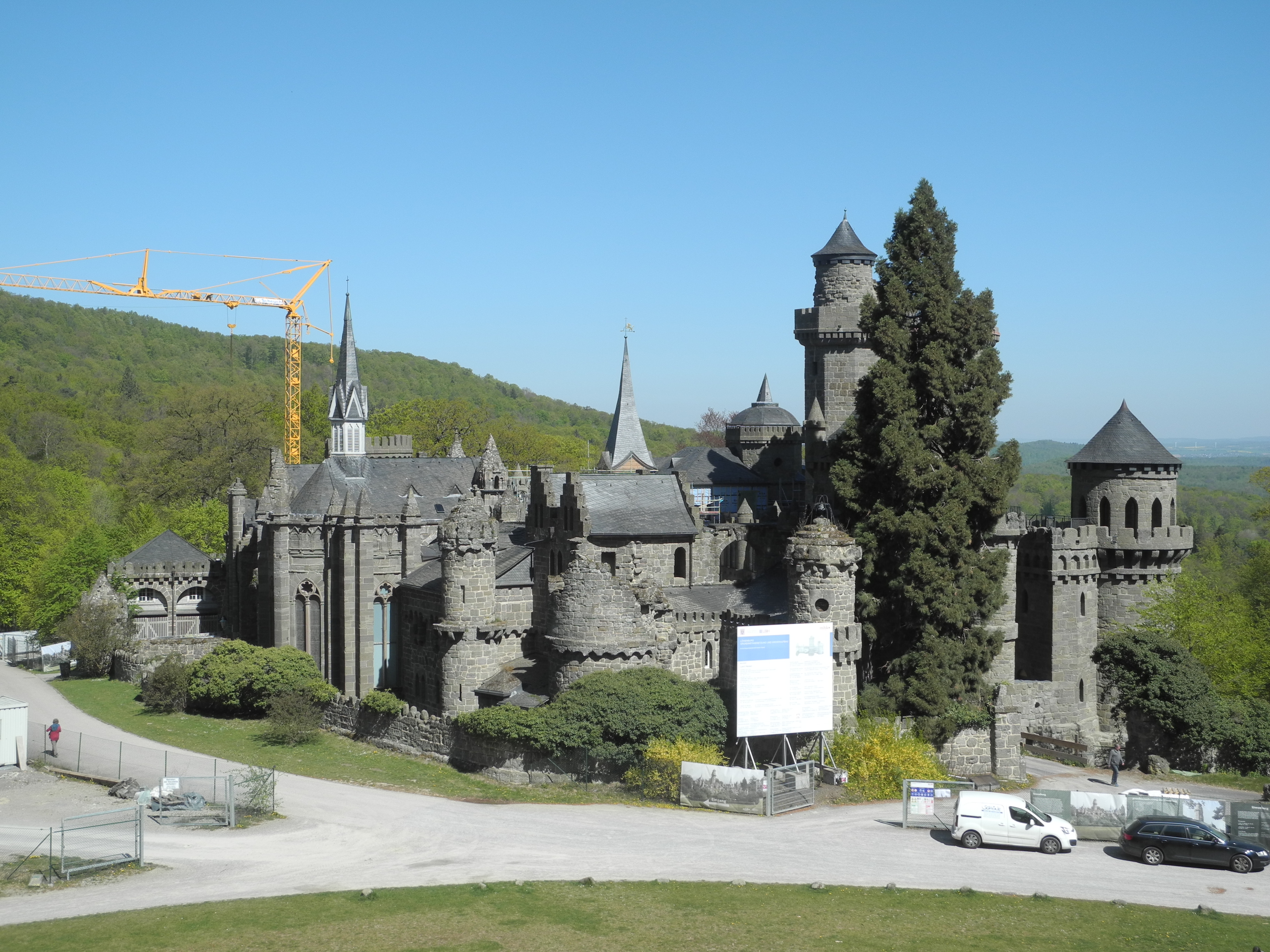
Вид замка с восточной стороны
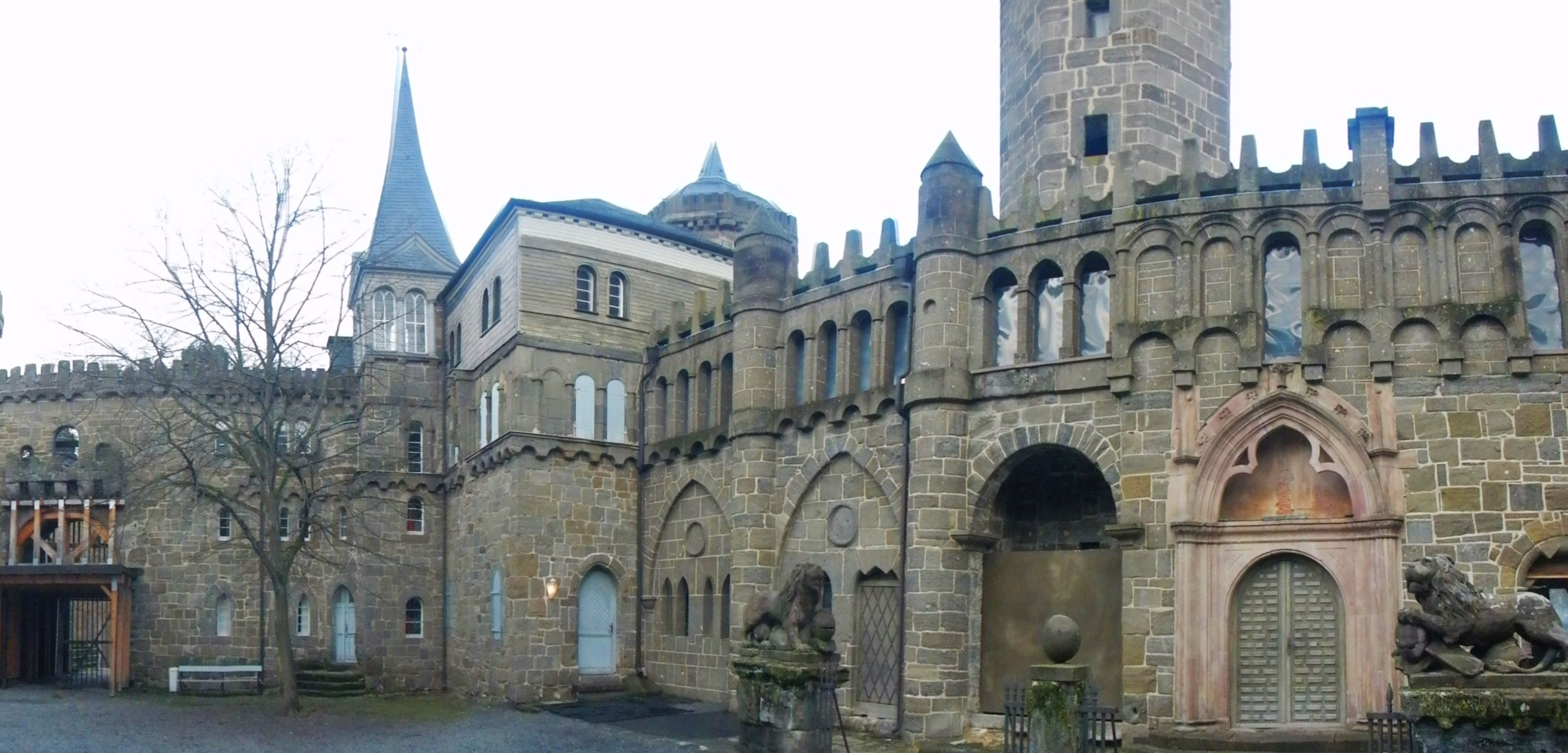
Внутренний двор замка
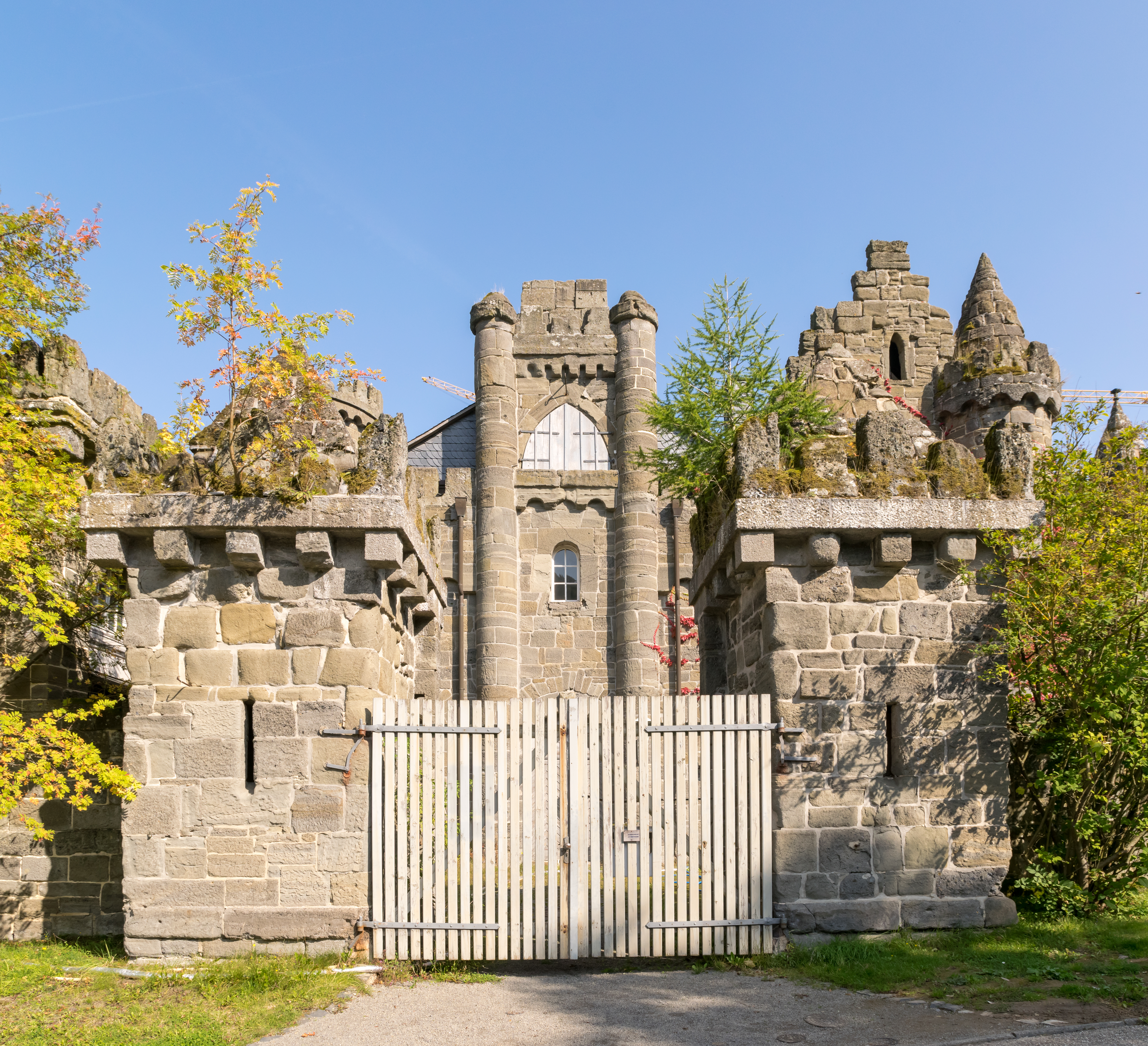
Главный вход в замок
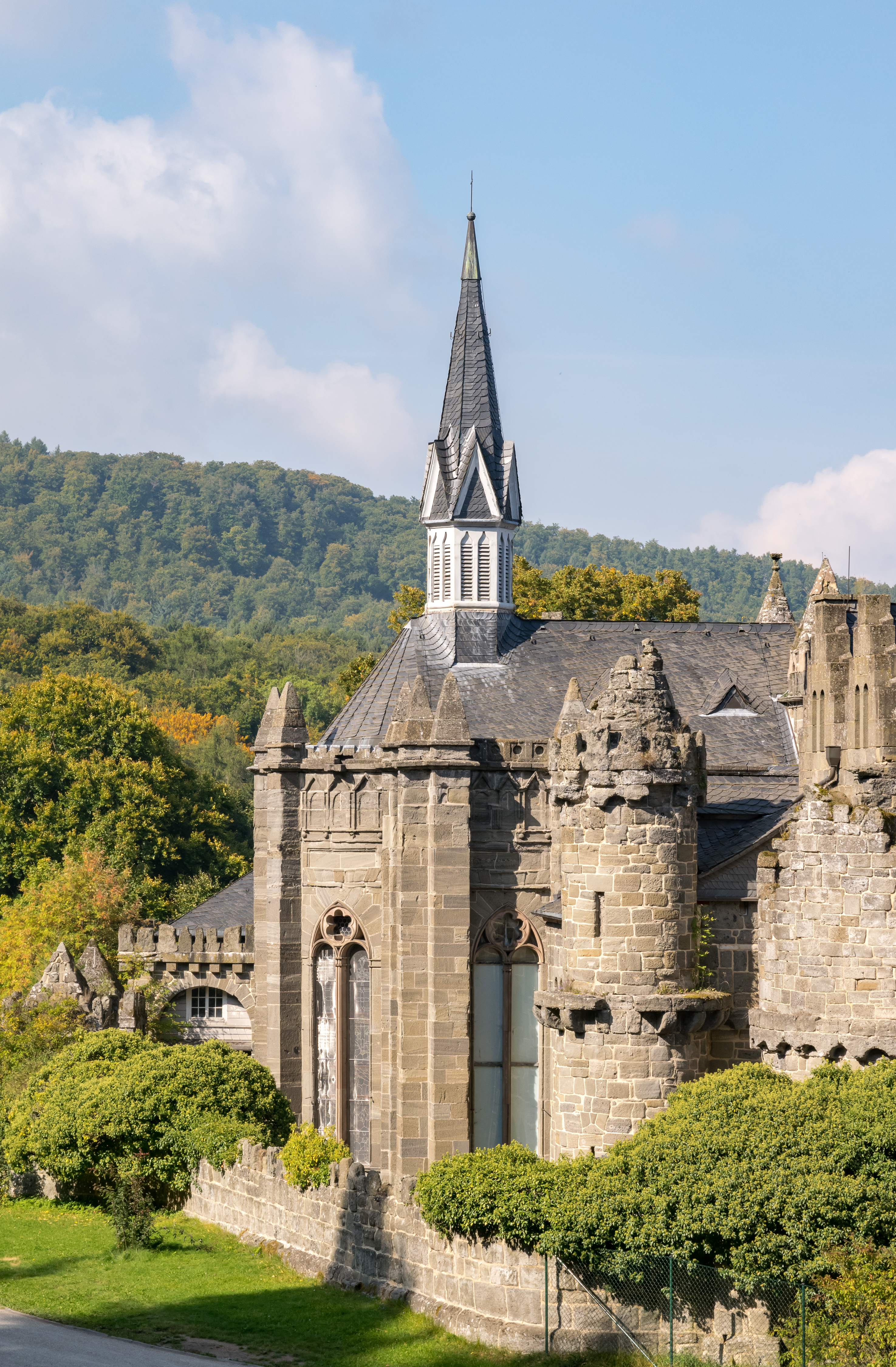
Замковая капелла на фоне гор